# Architect (lied)
Architect is een lied van de Nederlandse hiphopartiest Jonna Fraser in samenwerking met de Nederlandse rappers Sevn Alias en Frenna. Het werd in 2017 als single uitgebracht en stond in hetzelfde jaar als zesde track op het album Blessed II van Jonna Fraser.

## Achtergrond
Architect is geschreven door Andy Ricardo de Rooy, Carlos Vrolijk, Francis Junior Edusei, Jonathan Jeffrey Grando en Sevaio Mook en geproduceerd door  Project Money en Andy Ricardo de Rooy. Het is een nummer uit het genre nederhop. In het lied rappen de artiesten over hun succes en de rijkdommen die daar uit voortvloeien. Er worden in het nummer meerdere verwijzingen gemaakt naar de Franse stad Parijs en de bijbehorende videoclip is in dezelfde stad opgenomen. De single heeft in Nederland de platinastatus.
Het is de eerste keer dat de drie artiesten tegelijkertijd op een nummer te horen zijn. Wel werd er meermaals onderling samengewerkt. Jonna Fraser en Sevn Alias leverden onder meer beide een bijdrage op Niks nieuws, Work en Put in work en herhaalden de samenwerking onder andere op Pray for job en Heartbroken. Jonna Fraser en Frenna hadden eerder al samengewerkt op onder andere My love, Ik kom bij je en OMW en werkten na Architect ook nog meermaals samen. Dit werd onder andere gedaan op Louboutin, Mamacita, Dior money en Ova you. Sevn Alias en Frenna hadden al één hit met elkaar gemaakt; Ma3lish. Ook zij leverden meerdere hitsingles na Architect, waaronder Better days en  Ze loevt.

## Hitnoteringen
De artiesten hadden succes met het lied in de hitlijsten van Nederland. Het piekte op de vierde plaats van de Nederlandse Single Top 100 en stond achttien weken in deze hitlijst. De Nederlandse Top 40 werd niet bereikt; het kwam hier tot de tweede plaats van de Tipparade.